# Lokomotiva E 467.0
Lokomotiva E 467.0 je elektrická lokomotiva ČSD pocházející z meziválečného období. Byla určena pro provoz na tratích elektrifikovaných stejnosměrnou soustavou 1,5 kV. První tři lokomotivy byly vyrobeny v roce 1927 jako řada E 466.0. Kvůli potížím s praskáním rámů podvozků byly rámy dodatečně zesíleny a v roce 1931 byly lokomotivy přeznačeny na řadu E 467.0. V roce 1930 byly vyrobeny další dva kusy této řady.

## Technický popis
Provedení lokomotivy je rámové konstrukce s individuálním pohonem dvojkolí. Točivý moment z trakčních dvojmotorů byl přenášen na každé dvojkolí spojkou Škoda. Dvě střední hnací dvojkolí byla umístěna přímo v hlavním rámu, krajní hnací dvojkolí bylo se sousedním běžným dvojkolím umístěno v otočném podvozku. Elektrická výzbroj i mechanická část pocházely ze Škody Plzeň. Hlavní kontrolér měl pohon elektrický, u lokomotiv E 467.004 a 005 pneumotorem tak, jak bylo obvyklé u poválečných lokomotiv Škoda.